# Вавилонська релігія

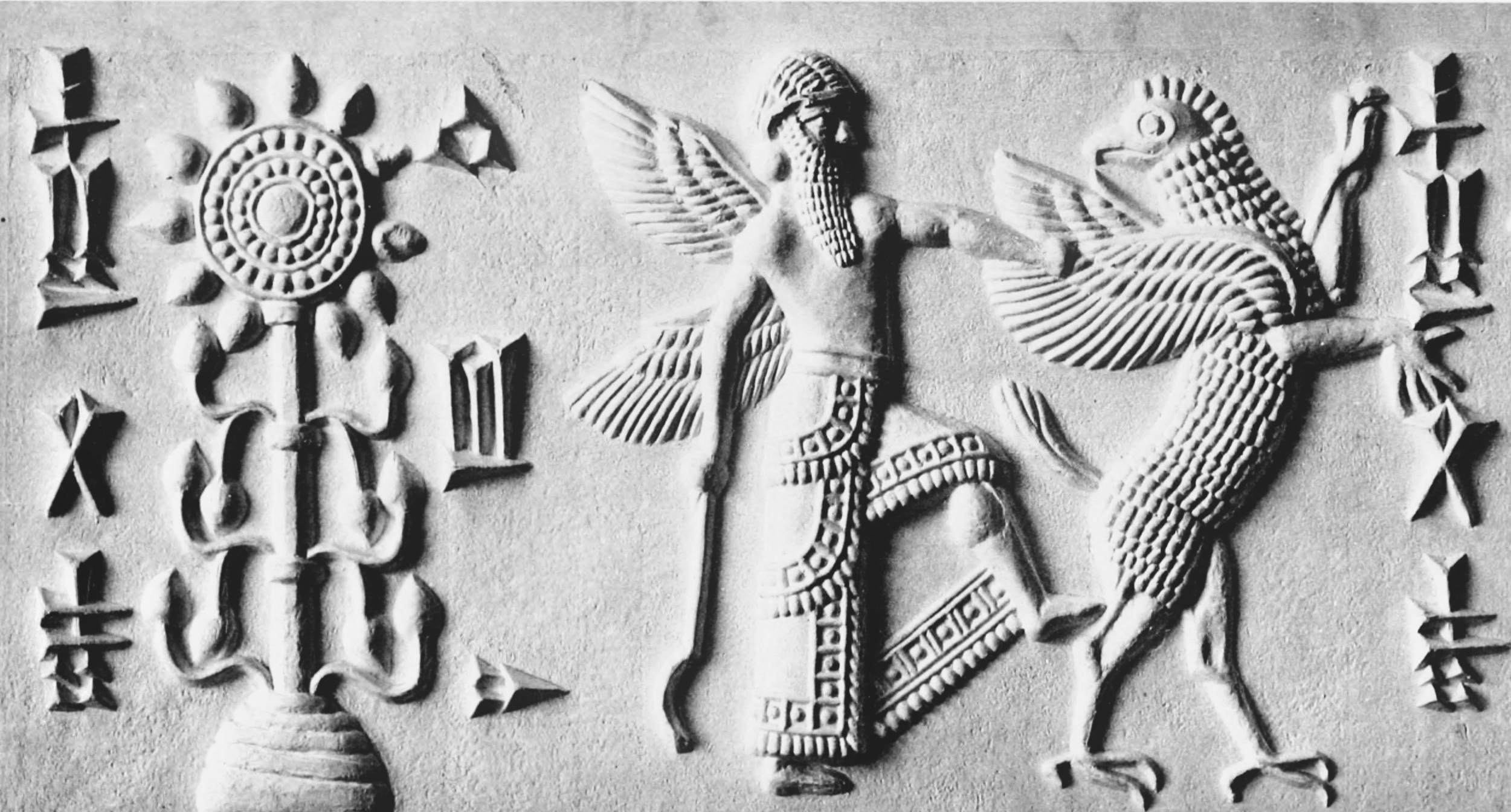
Мардук бореться з Тіамат

Вавилонська релігія — астрально-політеїстичний культ Месопотамії, що виник у II-I тис. до зв. е. на основі шумеро-аккадської міфології і досяг свого розквіту в період гегемонії халдеїв.

## Давні джерела
- Біблія, насамперед Старий Заповіт. Згадки про "золотого боввана" висотою 60 ліктів (30 метрів), побудованого царем Навуходоносором (Дан 3:1). Використання в культовій практиці музичних інструментів (Дан 3:5). Коли ассирійці переселили вавилонян до Самарії, ті зробили собі для поклоніння Суккот-Беноф (4Цар 17:30), під яким тлумачі розуміють святилище Сарпаніт[1]. Також згадані шановані в вавилонському регіоні боги Нергал, Адрамелех (Адад) і Анамелех (Ану - малік?) (4Цар 17:31).
- Берос. "Вавилонська історія". Згадка про риболовіка Оану, про бій Бела і Тіамат, про всесвітній потоп і чудовий порятунок Ксісутра[2].
- Геродот. "Історія". Згадка про храм Зевса Бела (1:181), про "золоту статую", практику жертвоприношень і куріння ладану (1:181). Також Геродот згадує про звичай храмової проституції при святилищі Афродіти-Міліти (Нінліль) (1:199).

## Пантеон

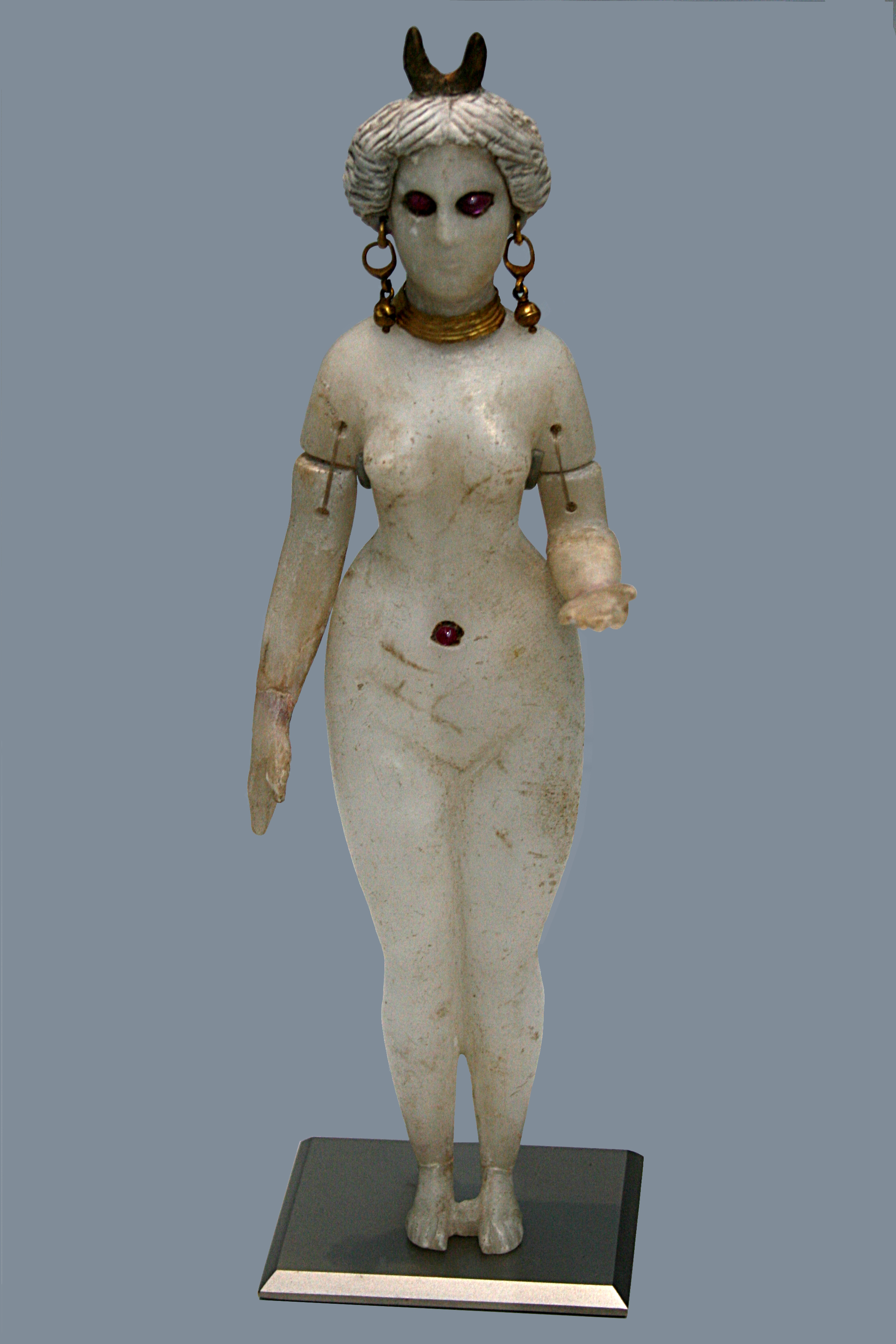
Статуетка богині Іштар

Верховним небесним богом Вавилона був Мардук (у римські часи ототожнений з Юпітером), якому колись протистояло чудовисько Тіамат. Іншими іменами верховного божества були Ілу (пор. Елохім і Аллах) та Бел. Саму назву міста Вавилон можна перекласти як "ворота бога Ілу". Іноді вважається, що Бел був давнішим богом (Енліль), який був ототожнений з Мардуком в епоху Хамураппі. Батьком Мардука вважався бог Еа, а дружиною - богиня Сарпаніт.
Крім Мардука і Сарпаніт вавилоняни вшановували Іштар, Нергала і Набу (він став сприйматися як син Мардука). Ці боги ототожнювалися з такими планетами як Венера, Марс та Меркурій. Сонцю та Місяцю відповідали боги Шамаш та Сін, проте солярний культ був для Вавилону нехарактерний. З планетою Сатурн пов'язувався бог Нінурта. Чоловіком Іштар вважався воскресаючий бог Тамуз.
Оскільки вавилонська релігія мала різнорідне походження, то шанування одних богів нашарувалися на шанування інших. Так, богиня Сарпаніт ототожнювалася з Іштар, а Мардук не тільки з Ілу та Белом, але і Таммузом, Нінуртою (бог Лагаша), Енлілем (бог Ніппура) та Нергалом (бог Кута).
Нерідко богам приписувалися риси тварин. Символом Іштар був голуб.
Вісниками богів виступають крилаті істоти нижчого порядку: Kirub (порівн. Херувім, шеду), Мушхушшу (Сірруш).

## Демонологія
З ворожих богам і людям духів відомо уособлення хаосу Тіамат, богиня хвороб Ламашту та демон бурі Пазузу.

## Загробний світ
Вавилонці не знали ні раю, ні пекла. Пекло представлялося їм у вигляді царства тіней, мороку і тліну, де їжею померлим служили порох і глина. За уявленнями вавилонян, людина продовжувала жити не в потойбічному світі, а в своєму потомстві.

## Культова практика
На основі астральних культів розвинулася астрологія, а вавилонські (халдейські) жерці були відомі як зоречети.
Боги зображалися у вигляді антропоморфних статуй-ідолів і поміщалися в спеціальні храми-зикурати — семиповерхові ступінчасті вежі на чотирикутній основі. Жерці ділилися на розряди (бару - віщуни, заммару - співаки, пашиту - помазані, ашипу - заклиначі); просте слово для жерця - шангу або ніссакку. Під час богослужінь практикувалися як жертвопринесення та кадіння, так і піснеспіви з використанням арф, флейт та кімвалів. Цар також мав жрецькі функції.
Геродот описує у Вавилоні практику храмової проституції (ієродулія), пов'язана з богинею Іштар.
Важливим святом вавилонської релігії був Новий рік Акіту з елементами карнавалу, який відзначався навесні (Нісан) та присвячувався Мардуку.

## Вплив
Після захоплення Вавилону іранцями вавилонська релігія втрачає своє значення. Окремі її елементи зберігаються в Біблії: ім'я Елохім, створення з глини першої людини Адапа богом Еа, міф про потоп і порятунок людини Утнапішті в ковчезі, херувими.
Існує концепція панвавилонізму (Вінклер), згідно з якою авраамічні світові релігії мають вавилонське походження.

## Галерея

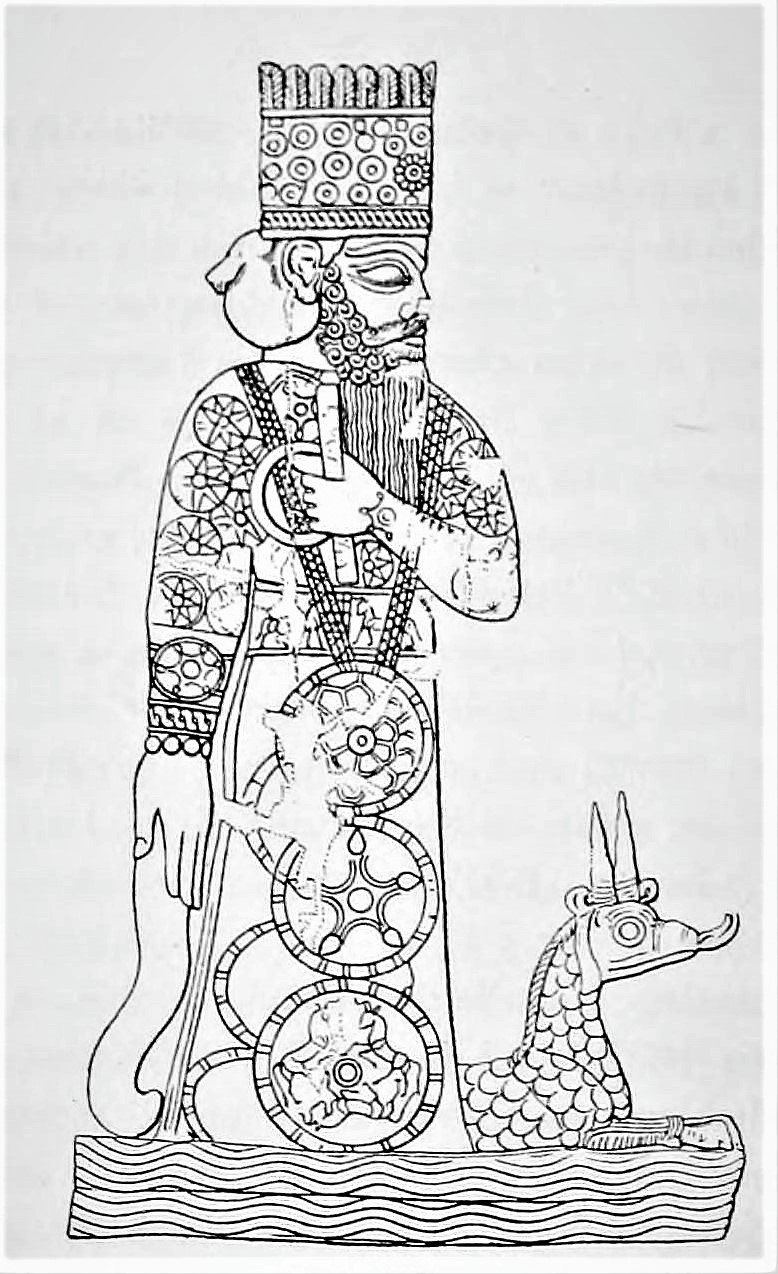
Мардук — верховний бог Вавилону
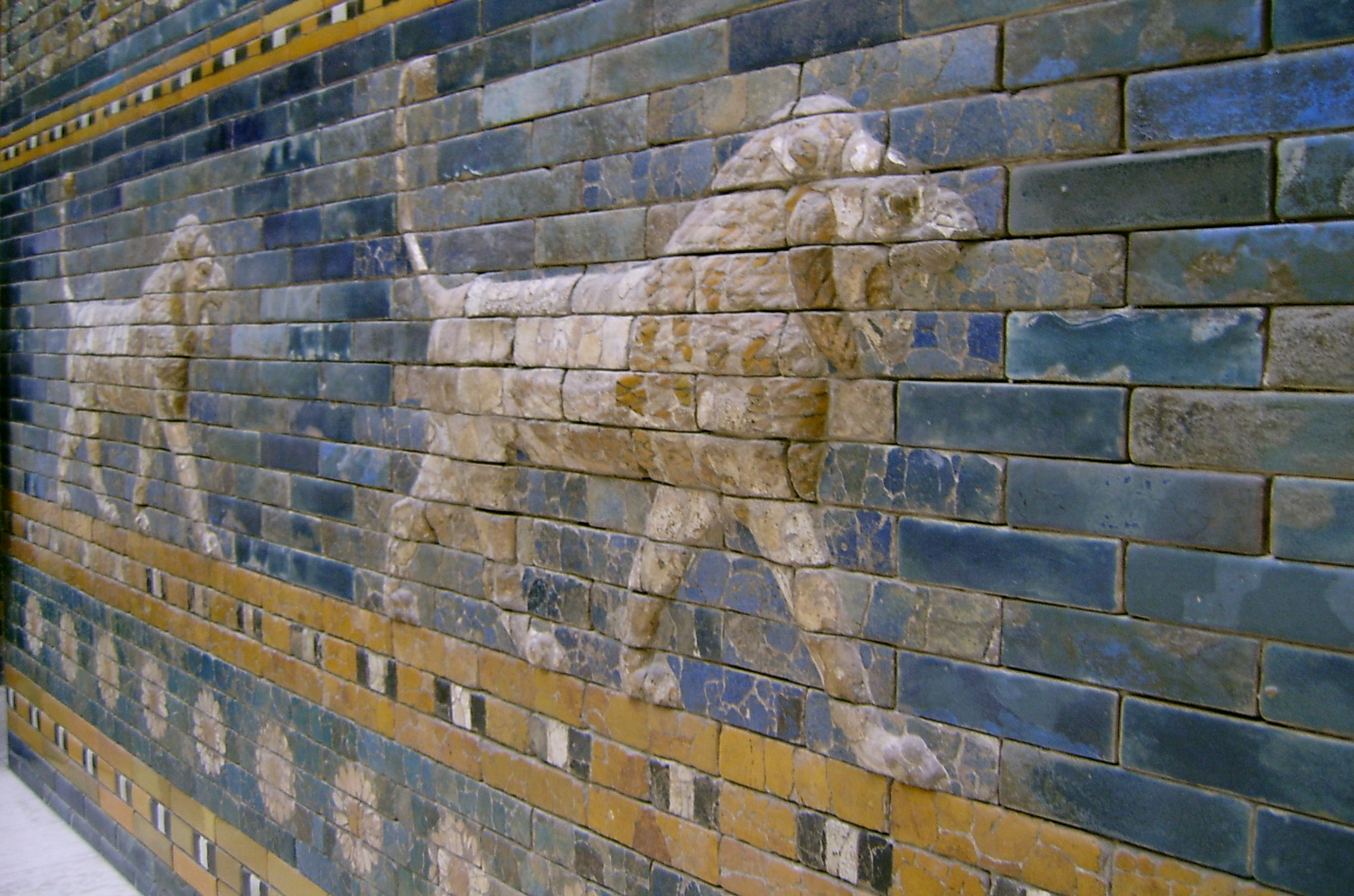
Ворота Іштар, Пергамський музей
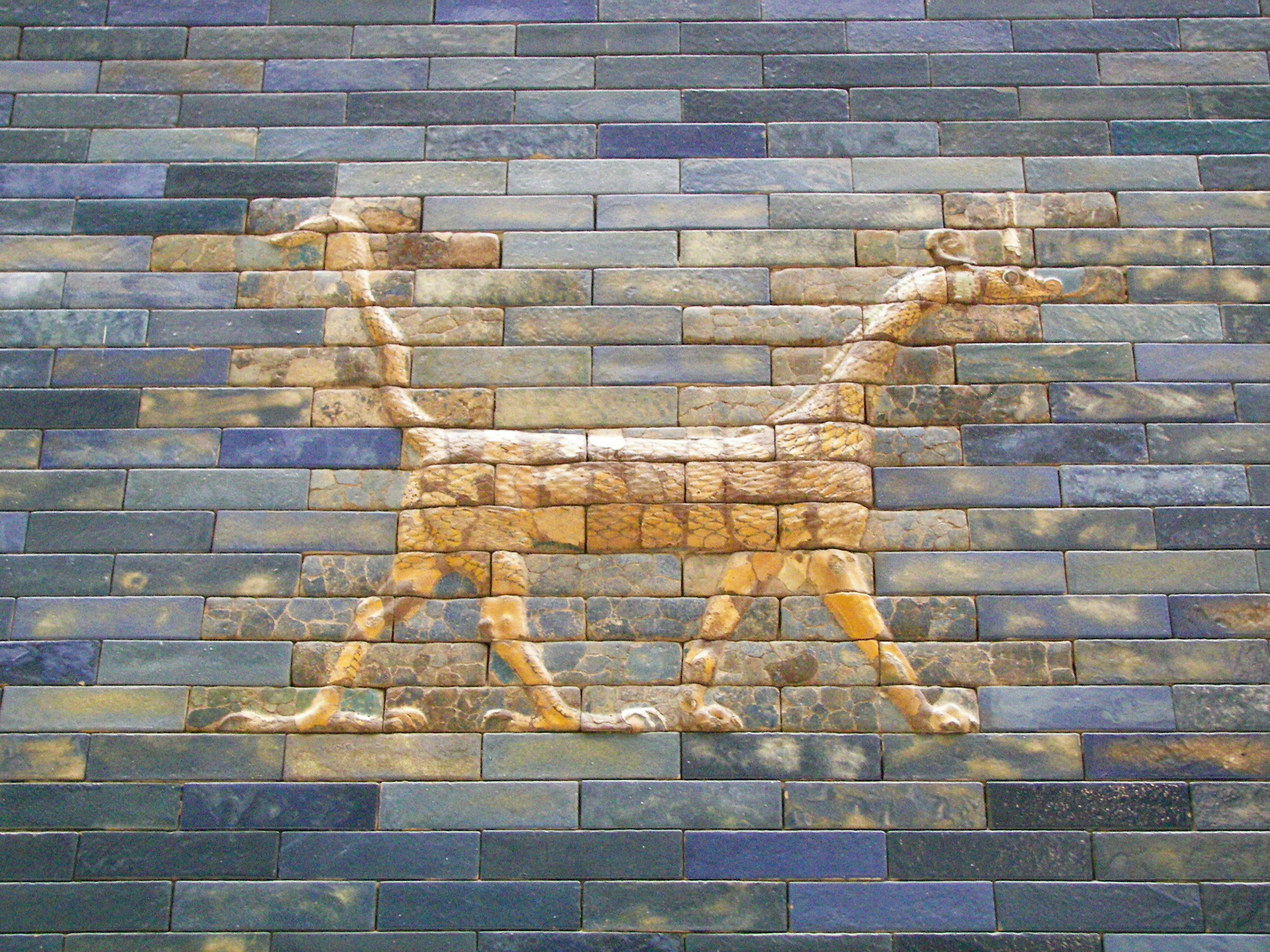
Ворота Іштар, Пергамський музей
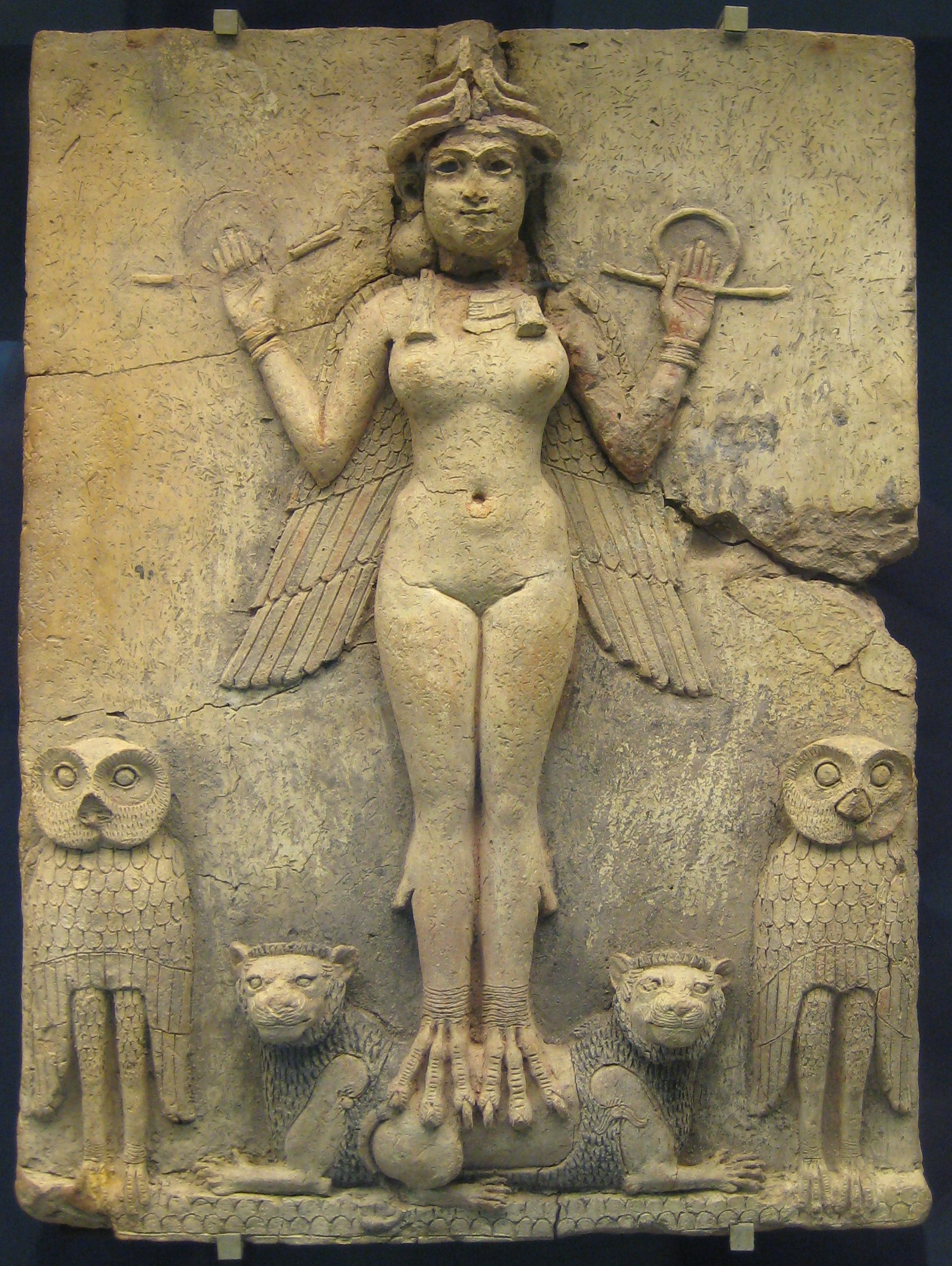
Ерешкігаль — королева ночі та потойбіччя, Британський музей
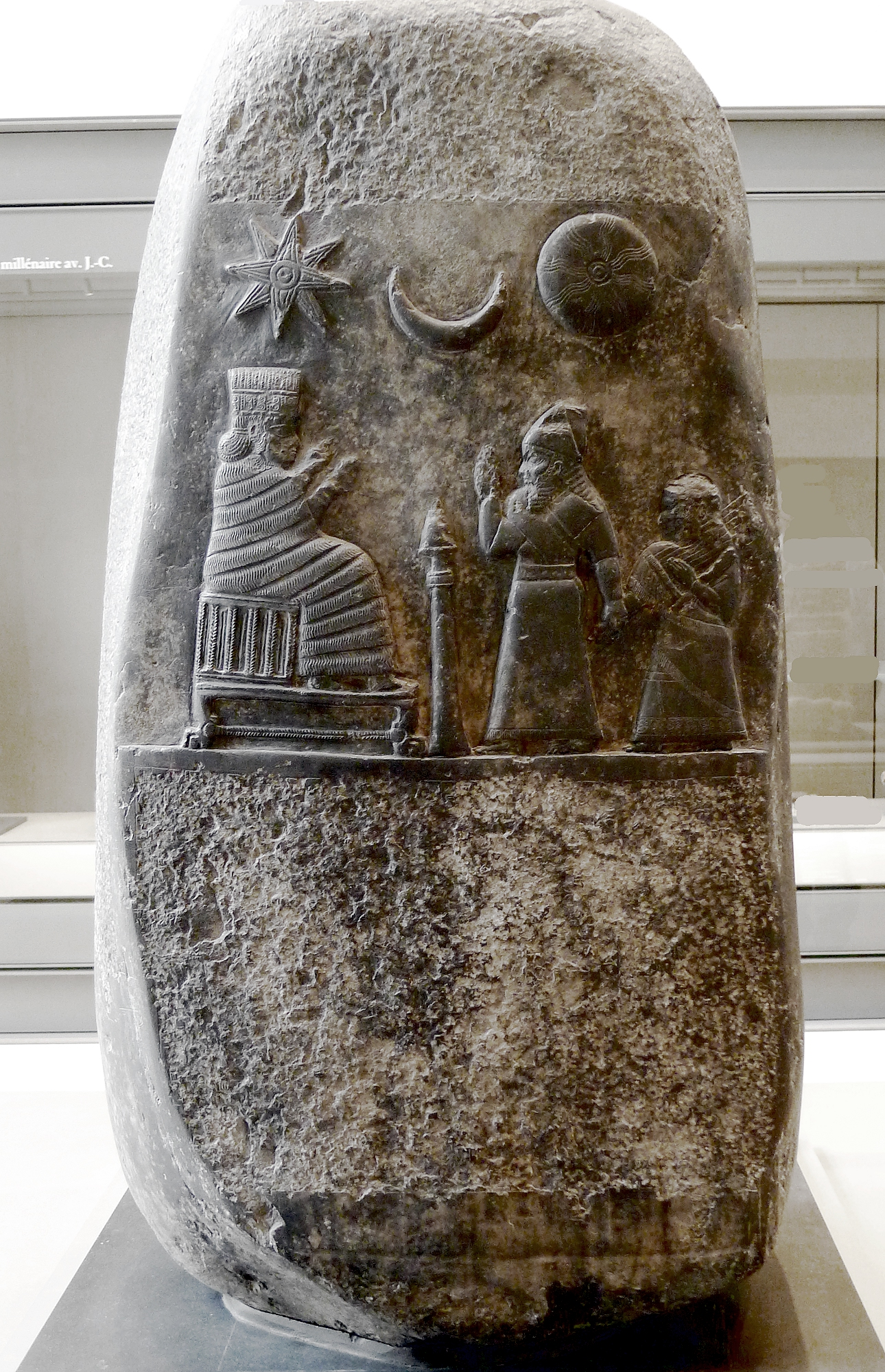
Кудурру, каситський період, 12 століття до н. е. Лувр
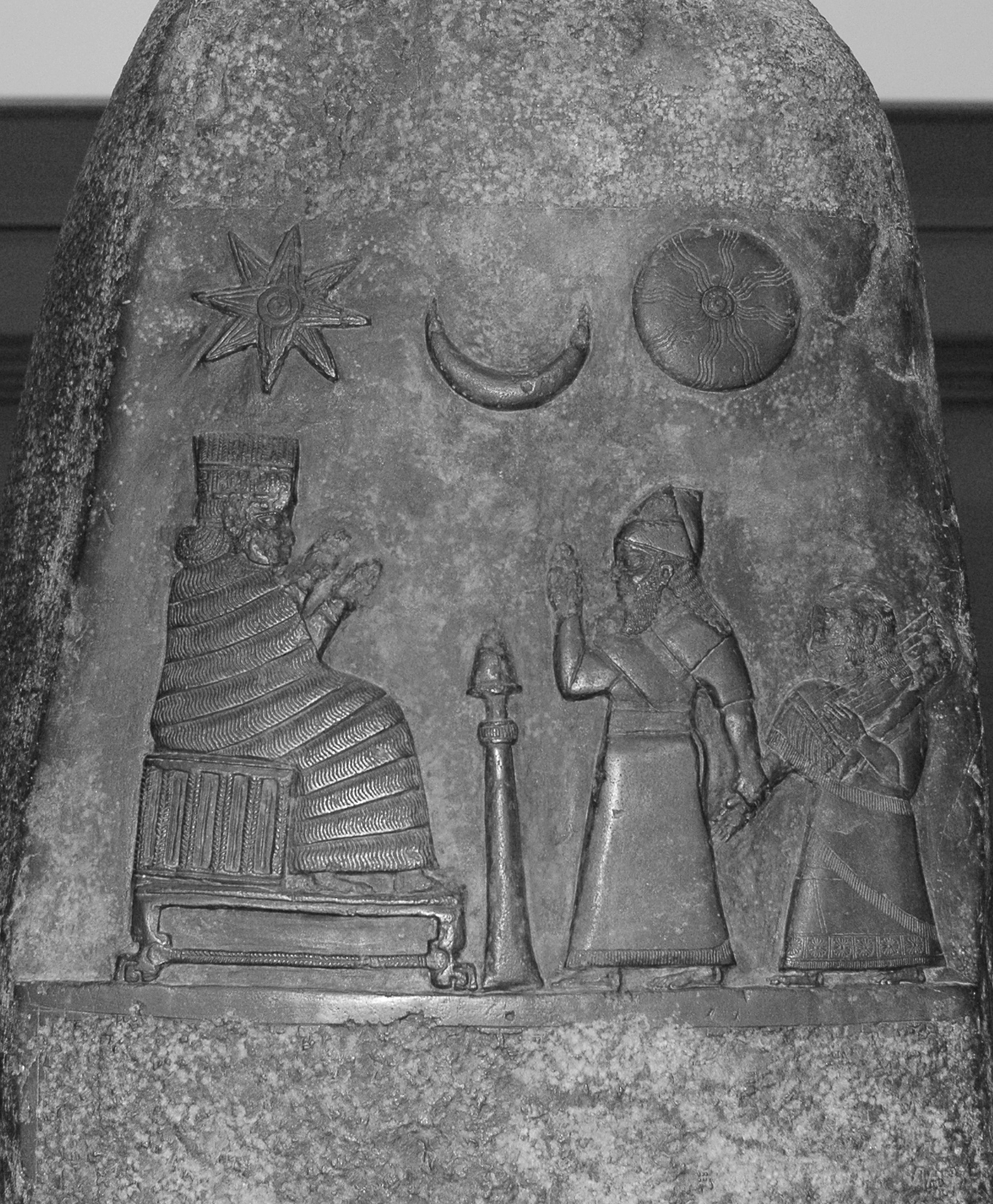
Кудурру, Лувр
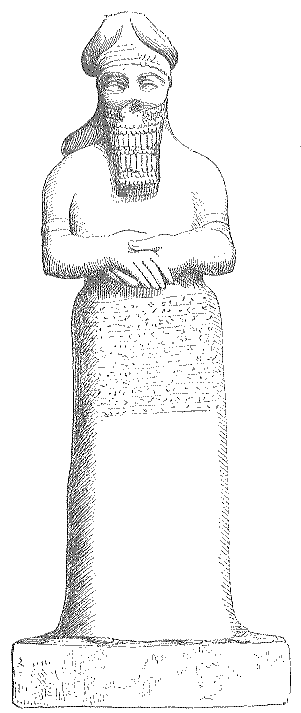
Набу
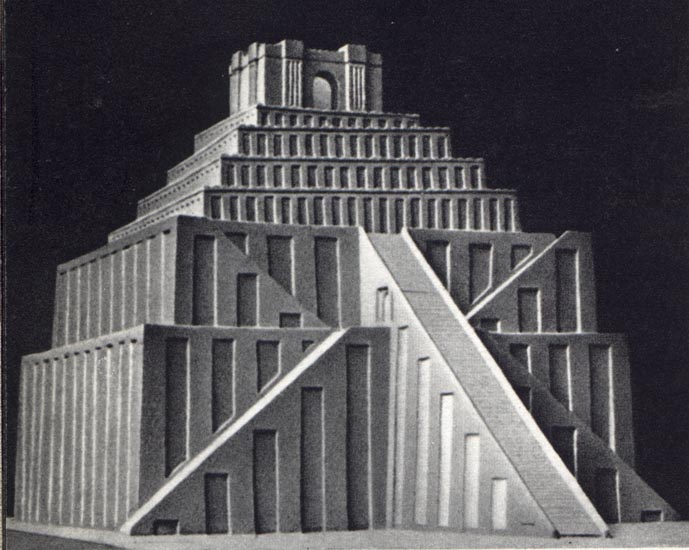
Зикурат — релігійна споруда типу піраміди з храмом на вищому (третьому або сьомому) рівні
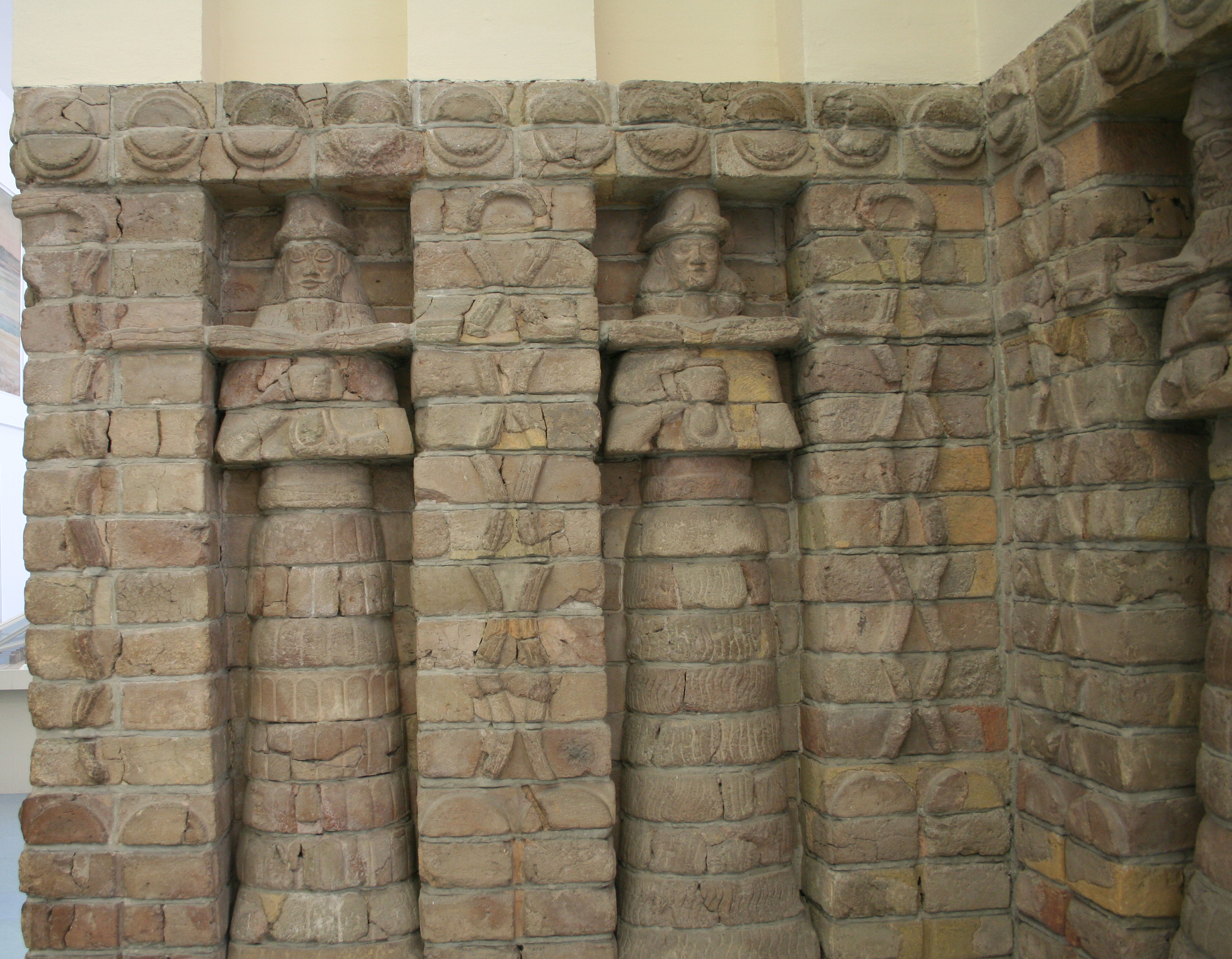
Каситська святиня Інанни в місті Урук